# غاري هال الأب
غاري هال الأب (بالإنجليزية: Gary Hall Sr.)‏ (7 أغسطس 1951 – ) هو سباح، وطبيب عيون، من الولايات المتحدة، مثّل بلاده في الألعاب الأولمبية الصيفية 1976، والألعاب الأولمبية الصيفية 1972، والألعاب الأولمبية الصيفية 1968.

## وصلات خارجية
- غاري هال الأب على موقع الاتحاد الدولي للسباحة (الإنجليزية)
- غاري هال الأب على موقع قاعة مشاهير السباحة العالمية (الإنجليزية)
- غاري هال الأب على موقع أوليمبيديا (الإنجليزية)